# Коуэн, Луиза
Луиза Коуэн (англ. Mary Louise Cowan), урождённая Шиллингбург (англ. Shillingburg, 1916[…] — 16 ноября 2015) — американский критик и педагог, жена физика и президента Далласского университета Дональда Коуэна (автора книги «Освобождающий Прометей»). Она преподавала в Техасском христианском университете и Колледже свободных искусств Томаса Мора. Коуэн жила в Далласе, где преподавала как в Далласском университете, так и в Далласском институте гуманитарных наук и культуры. Она была видной фигурой в обществе Далласа, наставником и другом многих высокопоставленных лиц и одной из ведущих интеллектуалов города.
Коуэн оказала огромное влияние на развитие гуманитарных наук, помогая формировать основные учебные программы для нескольких гуманитарных университетов. В исследованиях американского Юга она была влиятельным критиком Фолкнера, группы фьюджитивистов и других южных писателей. Её критика повлияла на многих, кто продолжает писать о Юге США. В 1991 году она стала лауреатом премии Ч. Френкеля. В 2010 году она была включена в список двадцати самых выдающихся ныне живущих христианских профессоров. Она умерла 16 ноября 2015 года естественной смертью в возрасте 98 лет.

## Книги
- The Fugitive Group: A Literary History (1959)
- The Southern Critics: An Introduction to the Criticism of John Crowe Ransom, Allen Tate, Donald Davidson, Robert Penn Warren, Cleanth Brooks, and Andrew Lytle (1971)
- The Terrain of Comedy (edited and introduced) (1983)
- Classic Texts and the Nature of Authority: An Account of a Principals' Institute Conducted by the Dallas Institute of Humanities and Culture (edited with Donald Cowan, with essays and commentary) (1993)
- Invitation to the Classics (edited with Os Guinness) (1998)[7]